# Buinszki járás

A Buinszki járás Tatárföldön

A Buinszki járás (oroszul Буинский муниципальный район, tatárul Буа районы, csuvas nyelven Пăва районĕ) Oroszország egyik járása Tatárföldön. Székhelye Buinszk.

## Népesség
- 2010-ben 45 453 lakosa volt, melyből 29 970 tatár, 9 063 csuvas, 6 055 orosz, 76 mordvin, 41 ukrán, 28 baskír, 13 mari, 8 udmurt.